# Felipe Polleri
Felipe Polleri Sierra (Montevideo, 21 de junio de 1953) es un escritor uruguayo. Escribe regularmente en El País Cultural desde 2003. Como autor, se inscribe dentro del grupo de "Los raros", y se caracteriza por un feroz neoexpresionismo. Sus obras han sido traducidas al francés, italiano y portugués y se publicaron en México, España, Chile, Costa Rica, Argentina, Francia, Italia y Brasil.

## Obras
- Carnaval (Signos, 1990; 2a ed. Banda Oriental)
- Colores (Arca, 1991)
- Amanecer en Lisboa (Aymará, 1998)
- El rey de las cucarachas (Cauce, 2001)
- Vida de los artistas (Cauce, 2001)
- El alma del mundo (Yaugurú, 2005)
- Gran ensayo sobre Baudelaire (una novela histórica) (Hum, 2007)
- La inocencia, (Hum, 2008)
- El dios negro, trilogía integrada por Carnaval, Colores y El rey de las cucarachas (Hum, 2010)
- El pincel y el cuchillo (Hum, 2011)
- Los sillones marchitos (Hum, 2012)
- ¡Alemania, Alemania! (Hum, 2013)
- Todos los cuentos (Irrupciones, 2013)
- Los animales de Montevideo (Hum, 2015)
- La vida familiar (Criatura Editora, 2016)
- Los teléfonos de papel (Hum, 2018)
- La alegría de las mujeres (Hum, 2021)